# Blanca Lagrotta
Blanca Lagrotta (Argentina, 14 de febrero de 1921 - 22 de octubre de 1978) fue una actriz de radio, teatro, cine y televisión que desarrolló su actividad desde la década de 1940 hasta su fallecimiento.[cita requerida]

## Carrera profesional
Escasamente frecuentada por el cine, sus comienzos fueron en la radio,  se inició en radioteatros a fines de la década de 1940 y también trabajó en el programa de teatro leído Las dos carátulas. Debutó en cine dirigida por Leopoldo Torres Ríos en El nieto de Congreve (1949). También se desempeñó en el teatro, recordándose sus actuaciones en Narcisa Garay, mujer para llorar, Romance de lobos de Valle Inclán, La Biunda y En la mentira, entre otras.
Trabajó en el radioteatro Mestiza: Crónica de un Buenos Aires romántico junto a Beatriz Taibo y Atilio Marinelli, escrita por Alberto Migré.
En televisión tuvo una intensa actividad; en 1967 formó parte junto a prestigiosas actrices como Susana Freyre, María Aurelia Bisutti, Nelly Prono, Gloria Ferrandiz, Hilda Bernard y Marita Battaglia del elenco de la exitosa telenovela Mujeres en presidio dirigida por Martín Clutet con libretos de Alberto Migré. Este último dijo sobre el programa:

”Fue un hito en la televisión. Primero por la manera en que Alejandro Romay lo presentó, dos veces por semana. Por el realismo de las escenas: las actrices fueron toiradas del techo del canal al sostén de los bomberos, barridas por manguerazos de agua. Un programa completamente diferente. Con un elenco de primera agua.”

Otras telenovelas en que trabajó fueron Rolando Rivas, taxista y Lo mejor de nuestra vida... nuestros hijos (ambas de 1973), Piel naranja (1975) y El tema es el amor (1977).

## Filmografía
Actriz
- El fantástico mundo de María Montiel   (1978)
- Un mundo de amor   (1975)
- Operación Masacre   (1972) …Mujer de Horacio
- Amor libre   (1969)
- Setenta veces siete   (1962) …La madre
- Mercado de abasto   (1955) …Mucama
- Deshonra   (1952)
- El morocho del Abasto (La vida de Carlos Gardel)   (1950)
- El nieto de Congreve   (1949)

## Televisión
- Vos y yo, toda la vida    (serie) (1978) …Pura
- El tema es el amor    (serie) (1977)
- Pablo en nuestra piel    (serie) (1977)
- Para todos    (series (1977)
- Los que estamos solos    (serie) (1976)…Pura
- Un mundo de amor
- Alma rebelde (serie) (1975) …Cristina Hernández
- Piel naranja    (serie) (1975) …Iris
- El inglés de los güesos  (telefilme) (1975)…Liberata
- Fernanda, Martín y nadie más. (1974).(Canal 9)
- Quiero saber tu verdad. (1973). (Canal 9)
- Rolando Rivas, taxista    (serie) (1972/3) …Flavia (1973)
- Lo mejor de nuestra vida... nuestros hijos    (serie) (1973)
- Un extraño en nuestras vidas    (serie) (1972) … Florencia
- Insolente ladrón de cariño. (1971) (Canal 9)
- El amor que nos separa (1971) (Canal 9)
- Nacido para odiarte    (serie) (1971) ..Hermana Claudina
- El hombre que me negaron    (serie) (1970)
- Un pacto con los brujos    (telefilme) (1969)…Rosario
- Lo mejor de nuestra vida... nuestros hijos    (serie) (1967)
- Mujeres en presidio    (serie) (1967)…Frida
- Su comedia favorita    (serie) (1965)
- Acacia Montero    (serie) (1964)
- La posesa    (serie) (1961)
- El hacha de oro    (miniserie) (1960)
- Teletatro de Alberto Migré (1960)

## Teatro
- Pigmalión (1948), con León Zárate, Amelia Sinisterra, Mario Pocoví, Malisa Zini, Rosa Catá, entre otros. En el Teatro Municipal.
- El herrero y el diablo (1959), estrenada en el Teatro San Telmo. Escrita por Juan Carlos Gené, con Osvaldo Terranova y Roberto Durán.
- Bodas de sangre (1959).
- Macbeth (1973), de William Shakespeare, estrenado en el Teatro San Martín.
- Hedda Gabler (1974), de Henrik Ibsen, estrenada en el SHA por Alberto Ure. Con Norma Aleandro, Hedy Crilla, Leonor Manso y Emilio Alfaro.
- Narcisa Garay, mujer para llorar (1977), con Ana María Casó y Elsa Berenguer.